# Jens Alder

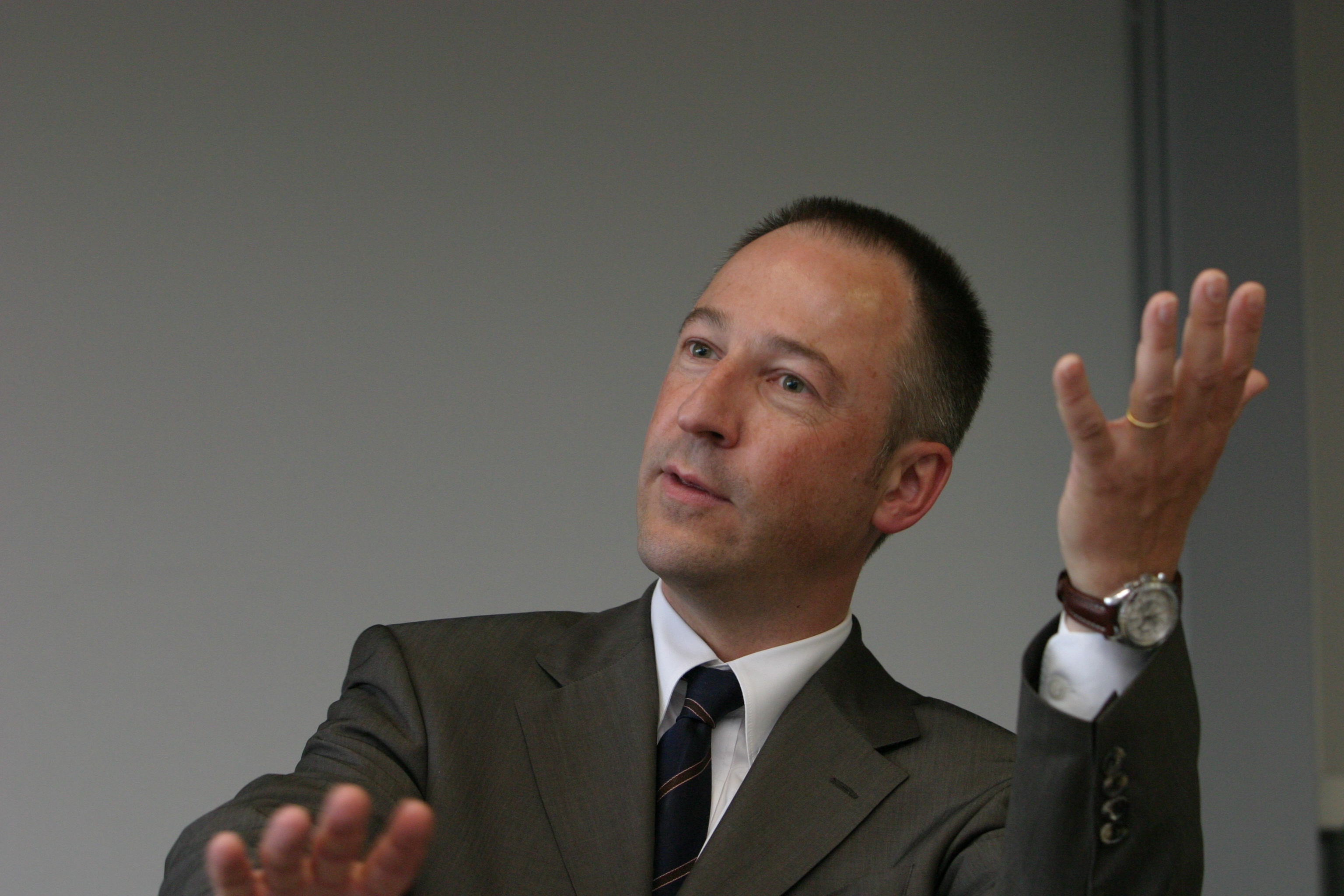
Jens Alder

Jens Alder (* 9. Juli 1957 in Horgen) ist ein dänisch-schweizerischer Manager.

## Leben
Jens Alder ist dänisch-schweizerischer Doppelbürger,  seine Mutter ist Dänin, sein Vater Schweizer. Er studierte von 1977 bis 1982 Elektrotechnik an der ETH Zürich und schloss als Diplom-Elektroingenieur ab. Dann arbeitete er ab 1982 bei Standard Telephon & Radio AG in Zürich als Entwicklungsingenieur für Glasfaserübertragungssysteme und als Produktmanager. Diese Firma wurde Teil des französischen Unternehmens Compagnie Générale d'Electricité (CGE). Er machte ein Zusatzstudium in Business Administration beim Insead in Fontainebleau und trägt deshalb den Titel eines Master of Business Administration (MBA). Anschliessend war er von 1991 bis 1993 bei der Motor-Columbus AG in Baden AG im Bereich Kabelfernsehnetze tätig. Er kehrte 1993 zu der aus CGE hervorgegangenen Alcatel Schweiz zurück, wo er 1996 zum Leiter des Bereichs Telekommunikation aufstieg. Dann übernahm er 1998 die Abteilung Network Services und Wholesale bei Swisscom, die ihn 1999 zum Präsidenten der Konzernleitung berief. Alder trat 2006 als CEO von Swisscom zurück, weil deren Verwaltungsrat die Übernahme der grössten irischen Telekomfirma Eircom Limited nicht bewilligte. Er wechselte 2008 zum dänischen Telekomkonzern TDC A/S in Kopenhagen als dessen Geschäftsführer.
Anschliessend übernahm er mehrere Verwaltungsratsmandate.
Zu den bedeutendsten gegenwärtigen oder früheren Mandaten zählen:
- 2019 bis 2020, dann wieder ab 2021 Verwaltungsratspräsident (VRP) der Swiss Steel Holding[7]
- 2015 bis Ende 2021 VRP sowie ab 2019 im Doppelmandat als Delegierter des Verwaltungsrats von der Alpiq Holding AG, Lausanne[4]
- ab 2013 VRP, dann ab 2020 VR der Goldbach Group AG, Küsnacht ZH[8]
- bis 2017 Sanitas Krankenversicherung, Zürich
- VRP der BG Ingénieurs Conseils, Lausanne
- 2011 bis 2015 Industrielle Werke Basel (IWB), Basel
- 2010 bis 2012 Neue Zürcher Zeitung AG, Zürich
- 2009 bis 2010 Sunrise Communications AG, Opfikon
- ab 2006 VRP TDC, Kopenhagen, Dänemark[9]
- bis 2005 Stiftungsrat der ETH Zürich Foundation, Zürich

## Auszeichnungen
- 2001: durch Mitglieder des Clubs Zürcher Wirtschaftsjournalisten zum Unternehmer des Jahres gewählt.